# Anthelephila jelineki
Anthelephila jelineki es una especie de coleóptero de la familia Anthicidae.

## Distribución geográfica
Habita en Irán.